# 롭 시먼스

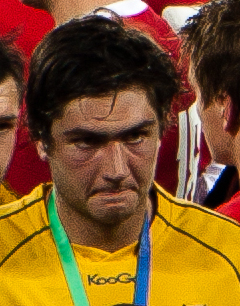
롭 시먼스

롭 시먼스(Rob Simmons, 1989년 4월 19일 ~ )는 오스트레일리아의 럭비 선수이다.

## 경력
골드코스트 사우스포트 스쿨을 졸업하였다. 학교 재학시 2006년 럭비 오스트레일리아 고등학교 대표 (Australian Schoolboys)에 선출된다. 여기에 연령별 학년 대표 (19세 이하, 20세 이하)에 선출된다.
2008년 슈퍼 14 (현 슈퍼 럭비)의 레즈에 들어간다.
2010년, 월러비스에 첫 선출되었다.